# Ferdinand Quénisset
Ferdinand Quénisset, né le 8 août 1872 à Paris et mort le 8 avril 1951 à Juvisy-sur-Orge, est un astronome français spécialisé dans l'astrophotographie.

## Biographie
Quénisset est né le 8 août 1872 à Paris, fils de Gatien Jules Quénisset, un sous-directeur de l'Administration des Monnaies et Médailles à Paris, et de Juliette Antonia Mallard, couturière,.
Il devient membre de la Société astronomique de France en 1890, ayant été attiré par la lecture des œuvres de Camille Flammarion. De 1891 à 1894, Quénisset est membre du Conseil de la Société en tant que bibliothécaire-adjoint au siège social de la Société, à l'époque, 28, rue Serpente à Paris 6e.
Quénisset travaille comme observateur à l'observatoire privé de Flammarion à Juvisy-sur-Orge de 1891 à 1893, époque où il découvre la comète C/1893 N1 (Rordame-Quénisset). Il est obligé d'abandonner l'astronomie pendant une douzaine d'années, en partie pour effectuer son service militaire, mais il retourne à Juvisy en 1906 pour reprendre son poste à l'observatoire (il succéda à Eugène Antoniadi, qui avait quitté Juvisy en 1902). Durant cet intervalle, il poursuit ses observations astronomiques, entre autres aux côtés de son ami Paul Jeantet.
Quénisset travailla à l'observatoire de Juvisy pour le reste de sa carrière jusqu'en 1947, date à laquelle son état de santé l'obligea à démissionner.
Il était membre de l'Union internationale pour la coopération en recherche solaire (en) en 1913.
Il était membre de l'Union astronomique internationale (UAI) et a participé aux Commissions 15 (Étude physique des comètes et des planètes mineures) et 16 (Étude physique des planètes et des satellites).
Quénisset est décédé le 8 avril 1951 et est enterré dans le nouveau cimetière de Juvisy.

## Travail scientifique
- Co-découverte de la comète C/1893 N1 (Rordame-Quénisset) le 9 janvier 1893[10].
- Premier à photographier la lumière zodiacale en 1902[11].
- Découverte de la comète C/1911 S2 (Quénisset) le 23 septembre 1911[12].
- Premier à photographier les détails de la surface de Vénus en 1911[13].
- A pris près de 6 000 photographies astronomiques et plus de 1 500 photographies météorologiques [à partir de 1932], dont beaucoup ont été publiées dans le Bulletin de la Société astronomique de France, les Comptes Rendus des séances de l’Académie des sciences, et d'autres publications scientifiques[1]. Ses photographies météorologiques les plus remarquables ont été publiées sous forme de plaques individuelles dans le livre Les Nuages et les Systèmes nuageux[14]. Quénisset a également réalisé de nombreux dessins de Vénus, Mars, Jupiter et de la Lune.
- Premier à enregistrer avec succès les formations d'albédo de Mercure[15].
- Premier en France à photographier Pluton, au printemps et à l'automne 1930[16].
- A délivré de nombreuses conférences sur l'astronomie en France (Paris, Versailles, Le Havre, Saint-Quentin, Tours, Lille, Crépy-en-Valois) et dans d'autres pays (Belgique, Suisse)[1].

## Récompenses et honneurs
- 1899 - Prix des Dames de la Société astronomique de France[17].
- 1901 - Officier d'académie par arrête du ministre de l'Instruction publique et des Beaux-Arts le 12 avril 1901[18].
- 1911 - Donohoe Comet Medal (la soixante-douzième) de la Astronomical Society of the Pacific, pour sa découverte de la comète C/1911 S2|C/1911 S2 (Quenisset) le 23 septembre 1911[19].
- 1923 - Membre honoraire de la Société astronomique Flammarion de Genève, pour sa contribution à la création de cette association[20].
- 1926 - Médaille Commémorative de la Société Astronomique de France[21].
- 1932 - Chevalier de la Légion d'honneur le 29 décembre 1932[22].
- 1933 - Premier prix du Concours de photographie de nuages de l'Office national météorologique[23].
- 1934 - Prix Valz de l’Académie des sciences pour ses observations de comètes[24].
- 1938 - Prix Gabrielle et Camille Flammarion de la Société astronomique de France[17].
- 1945 - Prix Dorothea Klumpke - Isaac Roberts de la Société astronomique de France[25].
- 1973 – Cratère d'impact Quenisset sur Mars nommé en son honneur par l'UAI.
- 2022 - L'astéroïde (423645) Quénisset, nommé en son honneur par l'UAI[26].

## Publications

### Auteur
- Les phototypes sur papier au gélatinobromure (Paris : Gauthier-Villars, 1901)[27].
- Applications de la photographie à la physique et à la météorologie (Paris : Charles Mendel, 1901)[28].
- Manuel pratique de photographie astronomique à l'usage des amateurs photographes (Paris : Charles Mendel, 1903)[29].
- Instruction pour la photographie des nuages (Paris : Office National de Météorologie, 1923)[30].
- Annuaire astronomique et météorologique Camille Flammarion (Paris : Flammarion (impr. de Jouve), 1937-1951)[31].

### Contributeur
- Cours de météorologie à l'usage des candidats au brevet de météorologiste militaire. 2e Partie, Les Nuages et les Systèmes nuageux : Planches (Paris : Office national météorologique de France, 1926).
- Atlas international des nuages et des types de ciels. I. Atlas général (Paris : Office national météorologique de France, 1939)[32].